# Laboratoire de recherches physiques de la faculté des sciences de Paris
Le laboratoire de (ou des) recherches physiques de la faculté des sciences de Paris est le premier laboratoire universitaire de recherche en physique créé en France. 

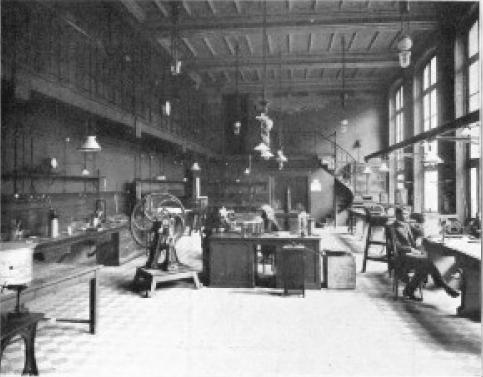
laboratoire de recherches physiques dans la nouvelle Sorbonne (début 1900)

Fondée par Jules Jamin en 1867 dans une cour de l'ancienne Sorbonne, le laboratoire obtient trente ans plus tard, sous la direction de Gabriel Lippmann, de larges locaux au sein de la nouvelle Sorbonne. Cent ans après sa création, le laboratoire déménage dans les bâtiments du campus de Jussieu. Il prend alors le nom de département de recherches physiques et est un des premiers laboratoire associés au Centre national de la recherche scientifique. Après la disparition de la faculté en 1971, il devient un des laboratoires de l'université Paris VI jusqu'à sa disparition en 1995.

## Création du laboratoire

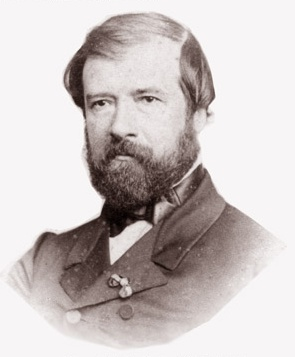
Jules Jamin, fondateur du laboratoire

En octobre 1867, grâce au soutien du ministre de l'instruction publique Victor Duruy, Jules Jamin, professeur titulaire d'une des deux chaires de physique à la faculté des sciences de Paris, obtient un financement spécial pour installer un laboratoire de physique à la Sorbonne. Le laboratoire est construit en plafonnant une arrière cour et en reliant la construction au cabinet de physique. La pièce principale située au centre occupe un vaste rectangle de 140 mètres carrés autour duquel sont disposés sept petites salles. La première, situé à l'étage, est destinée à recevoir des livres et des revues ainsi qu'à l'accueil des élèves. La seconde et la troisième sont consacrés à la préparation des leçons et au nettoyage des appareils et accueillent le conservateur et le mécanicien. La quatrième sert de cabinet pour les instruments de précision. La cinquième salle, de dix mètres carrés, appartenait en fait au laboratoire de perfectionnement et de recherches pour les études chimiques de Jean-Baptiste Dumas et est consacrée aux opérations de chimie. L'ancien petit laboratoire de Jules Jamin forme la sixième salle qui est transformé en atelier de mécanique. La dernière salle, située au deuxième étage, est consacrée à l'optique et la photographie. Le laboratoire est approvisionné en gaz et en eau et possède un moteur à gaz Hugon de trois chevaux qui peut faire fonctionner les appareils du laboratoire, en particulier les pompes pneumatique et de compression qui distribuent le vide et l'air comprimé. Une machine magnéto-électrique Alliance de Joseph van Malderen s'y ajoute afin de fournir le courant et l'éclairage électrique. C'est le préparateur du cours Jean-Gustave Bourbouze qui se charge de l'organisation intérieure initiale.
Le laboratoire, qui s'ouvre en novembre 1867 à une dizaine de personnes, est destiné à "former à l'art expérimental les jeunes gens que sollicite une vocation sérieuse" non pas par des manipulations "réglées par un programme fixe", mais en les "excitant à exécuter, sous leur propre responsabilité, des recherches personnelles, qui deviendront pour eux la matière de communications académiques et le sujet de thèses pour le doctorat". Le 25 janvier 1868 Napoléon III et sa femme viennent visiter le laboratoire. Fin juillet 1868 est créée l'Ecole pratique des hautes études à laquelle est immédiatement affilié le laboratoire de recherches physiques, ce qui lui amène un financement supplémentaire. 

## Le laboratoire sous la direction de Jamin (1867-1886)
Les premiers travaux de recherches concernent la théorie des machines magnéto-électriques (Jamin et Roger), les lois de l'induction (Jamin et Roger), le thermo-rhéomètre (Jamin), la compressibilité des liquides (Jamin, Amaury et Descamps). Gustave Roger (mesure des quantités de chaleur développées dans les courants d'induction) et Charles Henri Adolphe Descamps obtiendront ainsi le doctorat ès sciences en 1872 grâce à leurs travaux au laboratoire. C'est ensuite le cas de M. Benoît,  grâce à ses travaux sur les variations de la conductibilité électrique des métaux à des températures variant entre zéro et 800 degrés dont les résultats conduisent à l'invention d'un thermomètre électrique. Jusqu'en 1873 le nombre de travailleur est limité à cinq. L'année 1873-74 on compte six élèves chercheurs dont deux terminant leurs travaux de thèse pour le doctorat (M. Amaury, chaleurs spécifiques des liquides par la méthode des courants électriques, et M. Richard, refroidissement dans les gaz), deux nouveaux licenciés ès sciences (René Blondlot, magnétisme et travail mécanique; Magnien, mesure des indices de réfraction des liquides par interféromètrie) et deux élèves en cours de travaux, (Garran de Balzan, corps poreux et Chastaing, action de la lumière sur les actions chimiques). L'électricien Alfred Niaudet-Breguet vient également y faire des recherches sur la machine de Gramme.
En septembre 1875 deux jeunes docteurs ès sciences physiques sont nommés attachés au laboratoire, Gabriel Lippmann et Edmond Bouty (professeur suppléant de physique en classe de mathématiques spéciales au lycée Saint-Louis). Lippmann poursuit ses travaux sur l'influence de l'électricité sur les surfaces liquides. Bouty étudie le magnétisme et l'aimantation dans les barreaux d'acier. Louis Favé et Émile Dutter travaille avec Jamin sur le magnétisme. Le nombre de travailleur est de huit.
En janvier 1877 Émile Duter est nommé attaché à la place de Bouty. Georges Maneuvrier, ancien professeur dans l'enseignement secondaire, est nommé attaché en novembre 1878 en remplacement de Lippmann (devenu maitre de conférences). Bouty est nommé directeur-adjoint du laboratoire le 1er janvier 1879. Henri Pellat entre au laboratoire en janvier 1879 et obtient le doctorat en 1881. René Blondlot soutient sa thèse de doctorat la même année et est nommé préparateur du laboratoire. Il quitte ce poste pour la faculté des sciences de Nancy et est remplacé par M. Deville puis (1883) par Oscar Helmer, ingénieur-électricien. En 1883 Lippmann devient titulaire de la chaire de calcul des probabilités et physiques mathématiques. Bouty lui succède comme maitre de conférences et Maneuvrier prend le titre de sous-directeur du laboratoire. Le laboratoire compte alors neuf personnes. En 1885 ce nombre s'élève à 15. Jules Jamin meurt en février 1886 et est remplacé par Gabriel Lippmann à la chaire de physique et à la direction du laboratoire. Quelques mois plus tôt Edmond Bouty avait succédé à Paul Desains dans l'autre chaire de physique et à la direction du laboratoire d'enseignement de la physique.

## Le laboratoire sous la direction de Gabriel Lippmann (1886-1921)

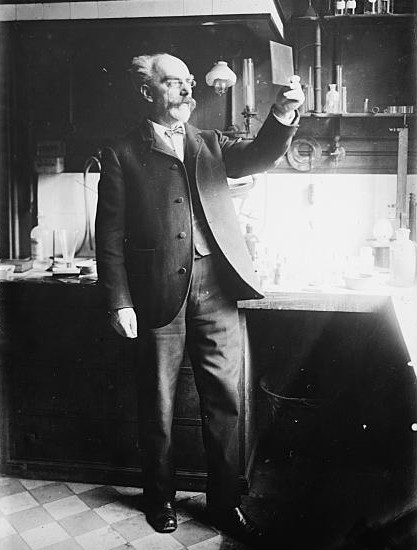
Gabriel Lippmann, directeur du laboratoire durant 35 ans

En 1886-87 le laboratoire compte 24 travailleurs. Outre le directeur, le sous-directeur et le préparateur Paul Létang, ingénieur-électricien, nommé en mai 1886 après le départ d'Oscar Helmer dans l'industrie, on note la présence des docteurs Henri Pellat, qui a succédé à Bouty à la faculté comme maitre de conférences, Georges Foussereau (professeur de physique au lycée Louis le Grand, successeur de Pellat, il a également préparé sa thèse (1885) au laboratoire), Edgard Ledeboër (ancien du laboratoire de Desains, il collabore aux travaux de Maneuvrier sur l'électrodynamique) et Emile Duter (ancien maitre de conférences à la faculté, professeur au lycée Henri IV). Anatole Leduc (professeur au lycée Charlemagne) (électro-aimants), Alphonse Berget (conductibilité calorifique des métaux), Maurice Couette (frottement des liquides), Michel Krouchkoll (phénomènes électriques), licenciés ès sciences, y préparent alors leurs thèses de doctorats. Plusieurs ingénieurs diplômés, français et étrangers, y poursuivent également des recherches de même que le médecin Charles Quinquaud. Cependant cette multiplication par près de cinq de l'effectif du laboratoire en vingt ans ne s'est accompagné d'aucune modification en termes de surface ou de moyen. Henri Pellat décide alors de quitter celui-ci pour s'installer à l’École normale supérieure. 
Anatole Leduc obtient le doctorat ès sciences physiques en juin 1887 (modification de la conductibilité du bismuth dans un champ magnétique), Alphonse Berget en juin 1888 (conductibilité thermique du mercure et de quelques métaux), Michel Krouchkoll en mars 1889 (Étude sur les couches électriques doublée et Variation du coefficient de frottement produite par la polarisation voltaïque). 
Henri Deslandres rejoint le laboratoire pour préparer une thèse de doctorat sur les spectres de bandes.
Le préparateur Paul Létang est en congé de 1890 à 1893. Alphonse Berget, également ingénieur-électricien, préparateur-adjoint, est alors chargé des fonctions de préparateur durant cette période puis succède à Paul Létang à son décès en août 1893. Antoine Chassy remplace comme préparateur-adjoint Berget une année, puis Amédée Guillet de 1891-1893. Georges Foussereau succède à Henri Mouton comme maitre de conférences de physique durant une année puis devient secrétaire de la faculté. Il est remplacé par Anatole Leduc. 
C'est à cette même époque que sont engagés les travaux de reconstruction de la Sorbonne. Un vaste espace est dédié au laboratoire dans les bâtiments construits pour la faculté des sciences au sud de la chapelle. Le laboratoire s'installe dans ces nouveaux locaux en 1897. Louis Barbillion y prépare notamment sa thèse de doctorat puis y devient brièvement préparateur, succédant à Claudius Limb parti à Lyon, avant d'être nommé maitre de conférences à l'institut électrotechnique de la faculté des sciences de l'université de Grenoble.

## Directeurs du laboratoire
- 1867-1886 : Jules Jamin
- 1886-1921 : Gabriel Lippmann
- 1922-1941 : Aimé Cotton
- 1941-1950 : Jean Cabannes
- 1950-1968 : René Lucas
- 1968-???? : Jean-Paul Mathieu
- ????-1981 : Robert Lennuier
- 1985-1987 : André Zarembowitch
- ????-1995 : Robert Pick